# Crowdsourcing
Crowdsourcing (publieksraadpleging) is het gebruikmaken door personen of organisaties als de overheid, bedrijven of instituten van een grote groep professionals, vrijwilligers of geïnteresseerden voor consultancy, innovatie, beleidsvorming en onderzoek.
Hoewel crowdsourcing niet noodzakelijk via het internet hoeft te gebeuren, is dit wel de meest gebruikte manier. De crowdsourcingfilosofie kwam dan ook begin 21e eeuw op gang, ten tijde van het web 2.0, onder meer door het boek The Wisdom of Crowds van James Surowiecki. Het is een ontwikkeling die voortvloeit uit de eerdere ontwikkeling van user-generated content. De term werd het eerst gebruikt door Jeff Howe en ontstond uit een samenvoeging van de term outsourcing met crowd, het Engelse woord voor "menigte".
Crowdsourcingprojecten lijken sterk op opensourceprojecten zoals Linux en Mozilla. Het publiek wordt direct bij de processen van organisaties betrokken. Crowdsourcing gaat uit van organisaties die uiteindelijk baat hebben bij de verbeteringen, ideeën of het werk van degenen die bijdragen. De bijdragen kunnen beloond worden maar dit hoeft niet per se met geld te zijn. Het chipsmerk Lay's gaf in het jaar 2010 mensen de gelegenheid ideeën voor nieuwe chipssmaken aan te dragen. De ideeën die de meeste stemmen kregen van het publiek, zouden door de chipsfabrikant in ontwikkeling worden genomen.
Een ander voorbeeld van crowdsourcing is het project van schrijver Lev Manovich, die in 2008 het manuscript van zijn aanstaande boek Software Takes Command online zette, met als doel bruikbare kritieken te krijgen van het internetpubliek alvorens het boek definitief gedrukt zou worden.
Microbloggingdiensten als Twitter worden ook als hulpmiddel gezien voor het oplossen van korte vragen middels crowdsourcing. In Nederland gebruikt men de hashtag #dtv (durf te vragen) om vragen te stellen aan de Twitter-gemeenschap. De vragenstellers en beantwoorders zijn vooral particulieren. 
Wikipedia wordt vaak als een crowdsourcingproject gezien. Jimmy Wales, een van de oprichters, vond dit een misplaatste term omdat het zou impliceren dat bedrijven op een kosteloze wijze gebruik zouden maken van het publiek. Een verkeerde benadering van de werkelijkheid volgens hem. De Nederlander Henk van Ess kwam in september 2010 met een minder commerciële definitie: "Crowdsourcing is het bundelen van kennis van bereidwillige experts die voor niets een probleem willen oplossen en het antwoord gratis willen delen met anderen".